# Juri Nikolajewitsch Litujew
Juri Nikolajewitsch Litujew (russisch Юрий Николаевич Литуев, engl. Transkription Yuriy Lituyev; * 11. April 1925 in Irbit; † 2. März 2000) war ein sowjetischer Leichtathlet. Er war der beste europäische 400-Meter-Hürdenläufer der 1950er Jahre. Bei einer Körpergröße von 1,83 m betrug sein Wettkampfgewicht 78 kg.

## Karriere
Juri Litujew wurde 1949 Dritter der sowjetischen Meisterschaft im 400-Meter-Hürdenlauf. Von 1950 bis 1955 sowie 1957 und 1958 wurde er sowjetischer Meister. 1959 wurde er Zweiter.
Seine erste internationale Medaille gewann er bei den Europameisterschaften 1950 in Brüssel. In 52,4 s gewann er Silber hinter dem Italiener Armando Filiput. Bei den Olympischen Spielen 1952 in Helsinki gewann er in 51,3 s Silber hinter dem US-Amerikaner Charles Moore. In Helsinki startete er auch im 400-Meter-Lauf und in der 4-mal-400-Meter-Staffel, mit der Staffel schied er im Vorlauf aus, über 400 Meter flach trat er zum Zwischenlauf nicht mehr an.
Am 20. August 1953 verbesserte Litujew beim Länderkampf gegen Ungarn in Budapest den 19 Jahre alten Weltrekord von Glenn Hardin um zwei Zehntelsekunden auf 50,4 s. Zweiter in diesem Rennen wurde der Olympiavierte von Helsinki Anatoli Julin mit einer Sekunde Rückstand.
1954 bei den Europameisterschaften 1954 in Bern gewann überraschend Julin in 50,5 s vor Litujew in 50,8 s. Am 13. Oktober fand in London ein Städtevergleichskampf zwischen Moskau und London statt. Alle Distanzen wurden auf metrischen Strecken gelaufen außer der langen Hürdenstrecke, die über 440 Yards ausgetragen wurde. Litujew lief 51,3 s und unterbot den Rekord von Charles Moore auf dieser Strecke um drei Zehntelsekunden. Zweiter bei diesem Weltrekordlauf wurde der Engländer Harry Kane vor Anatoli Julin.
Auch bei den Olympischen Spielen 1956 in Melbourne war Litujew bester Europäer. In 51,7 s wurde er Vierter hinter drei US-Amerikanern. Olympiasieger wurde Glenn Davis, der bei den US-Trials auch Litujews Weltrekord auf der metrischen Strecke mit 49,5 s deutlich verbessert hatte. Mit der sowjetischen 4-mal-400-Meter-Staffel scheiterte Litujew wie vier Jahre zuvor im Vorlauf.
Bei den Europameisterschaften 1958 in Stockholm gewann Litujew dann mit 51,1 s doch noch einen Europameistertitel. Er hatte fünf Zehntelsekunden Vorsprung auf den zweitplatzierten Schweden Per-Owe Trollsås.